# Alma Jodorowsky
Alma Jodorowsky (París, 26 de septiembre de 1991) es una actriz, modelo y cantante francesa.

## Biografía
Es nieta de Alejandro Jodorowsky, director de cine y escritor franco-chileno de ascendencia judío-ucraniana. Su padre es el actor mexicano Brontis Jodorowsky, el primer hijo de Alejandro, que tuvo con Bernadette Landru. Su madre es Valérie Crouzet, y su tío es el actor y cantante Adan Jodorowsky.
Jodorowsky recibió su formación suplente en teatros parisienses y en el Conservatorio du XIVe. En 2011 asistió a un taller de tres meses en la Escuela de Cine de Nueva York y en 2013 se graduó en el Estudio de teatro D'Asnières en Francia.

## Carrera
Jodorowsky posee diversos trabajos en televisivos y películas, así como en la industria de moda. Es también la vocalista y compositora de Burning Peacocks, una banda de pop en París.
En su primer trabajo fue a los catorce años, en una película de la televisión francesa: Gaspard le Bandido, ambientada en el Antiguo Régimen. Hizo su debut en el cine como Estelle en la película franco-americana Los ojos encuentran ojos, luego en la comedia francesa Mar, sin Sexo y Sol.
En 2013 Jodorowsky actuó en un papel secundario en la obra romántica de Abdellatif Kechiche Azul es el color más tibio, película ganadora del Palma de Oro en el Festival de Cine de Cannes de 2013. En 2016 participó en la película británica Kids in Love, interpretando el papel de Evelyn, junto a Poulter, Sebastian de Souza y Cara Delevingne.
Jodorowsky ha aparecido en revistas de moda como El Coveteur, Vicio, Envy, Marie Claire Italia y Mujer de Emiratos. En 2011 fue el rostro de la marca Open Ceremony en Nueva York, protagonizando en varios comerciales de ropa interior. La revista francesa Arrebata le para su portada entre las trece promesas jóvenes de 2013.
En 2013 fue seleccionada por Karl Lagerfeld para presentarse en su exhibición de Chanel The Little Black Jacket, en Dubái. Ella participa habitualmente en los desfiles de Chanel durante la Semana de Moda del París y su estilo personal ha llamado la atención de la prensa nacional e internacional.
En junio de 2013, Jodorowsky protagonizó el vídeo de la campaña del joyero parisino Chaumet, en la que presenta una nueva colección de relojes. Desde 2014 ha sido la embajadora de Lancôme.

## Filmografía
| Año  | Título                     | Rol                | Notas                                                |
| ---- | -------------------------- | ------------------ | ---------------------------------------------------- |
| 2006 | Gaspard le Bandido         | Mathilde de Varade | Película de televisión del periodo                   |
| 2011 | Los ojos Encuentran Ojos   | Estelle            |                                                      |
| 2011 | Sección de recherche       | Caroline           | Serie de televisión policial (1 episodio: Núm.5.3)   |
| 2011 | Despierto a Emptiness      | Alma               | Cortometraje                                         |
| 2012 | Mar, Ningún Sexo y Sol     | Diane              |                                                      |
| 2013 | Azul Es el Color más Tibio | Béatrice           |                                                      |
| 2014 | La Vie Devant Elles        | Solana             | Serie de televisión por Gabriel Aghion (6 episodios) |
| 2016 | Los niños enamorados       | Evelyn             | Ealing Estudios                                      |